# ليدينهيم
ليدينهيم (بالفرنسية: Ledinghem)‏ هي بلدية تقع في إقليم باد كاليه من منطقة نور با دو كاليه في شمال فرنسا. تبلغ مساحة هذه المدينة 8.68 (كم²)، وترتفع عن سطح البحر 122 م، يبلغ عدد سكانها 240 نسمة حسب إحصاء المعهد الوطني للإحصاء والدراسات الاقتصادية سنة 2009 م. وترأس Jean Bernard البلدية خلال فترة (2008-2014).